# Paniónios GSS
Maillots
Le Podosfairiki Anonymi Etaireia Paniónios Gymnastikos Syllogos Smyrnis (en grec moderne : Ποδοσφαιρική Ανώνυμος Εταιρεία Πανιώνιος Γυμναστικός Σύλλογος Σμύρνης / Association sportive panionienne de Smyrne), plus couramment abrégé en Paniónios GSS, est un club grec de football fondé en 1890 et basé à Néa Smýrni, dans la banlieue sud d'Athènes, la capitale du pays.
Il est souvent appelé par commodité « Paniónios [d']Athènes » par les médias français.
Plus ancien club de football grec, il a été fondé en 1890 à Smyrne, dans ce qui était alors l'Empire ottoman. Après l'occupation grecque de Smyrne et l'échange de population qui s'ensuivit, il fut relocalisé en banlieue d'Athènes.
Le club est la section football du club omnisports du même nom, et évolue en deuxième division en 2020-2021 (la section basket-ball, Paniónios BC, évolue aussi en première division nationale).

## Historique

### Fondation à Smyrne
Le club est fondé en 1890 à Smyrne, sous le nom de (Mousikó kai Gymnastikó Syllogo « Orfeus »), club musical et sportif « Orfeus ».
En 1893, certains membres de l'association décident de fonder une section à part, (l'Athlitikό Syllogo « Gymnàsion »), entièrement vouée à la pratique du sport. Le club et participe ainsi à ses premières compétitions sportives.
En 1898, « Orfeus » et « Gymnàsion » fusionnent pour donner naissance au Panionios Gymnastikos Syllogos Smyrnis.

### Développement à Athènes
Après la défaite militaire grecque lors de la guerre gréco-turque en 1922, et l'expulsion des Grecs de la ville de Smyrne (Izmir) en Grèce, le club s'installe à Athènes, dans le quartier de Néa Smyrni (« La nouvelle Smyrne »).
Le club entretient une tradition de développement de tous les sports, et il est le premier club grec à créer une section féminine vouée à la pratique de l'athlétisme.
Lors de la saison 1969/1970, il connait sa première campagne européenne, en participant à la Coupe de l'UEFA.
Panionios a pratiquement toujours évolué au sein de la première division grecque, et s'est régulièrement hissé parmi les meilleures équipes du championnat, comme en 1971, où le club termine à la seconde place.
Panionios fut également le club formateur ou révélateur des trois grands buteurs grecs des années 1980, Níkos Anastópoulos, Dimitrios Saravakos et Thomas Mavros.
L'équipe atteint les 1/4 de finale de la Coupe d'Europe des vainqueurs de coupe de football 1998-1999, éliminée par la Lazio Rome.
En décembre 2001, pour éviter la relégation qui le menace en raison de difficultés financières, le club prend alors le nom de Neos Panionios FC.

### Changement de propriétaire

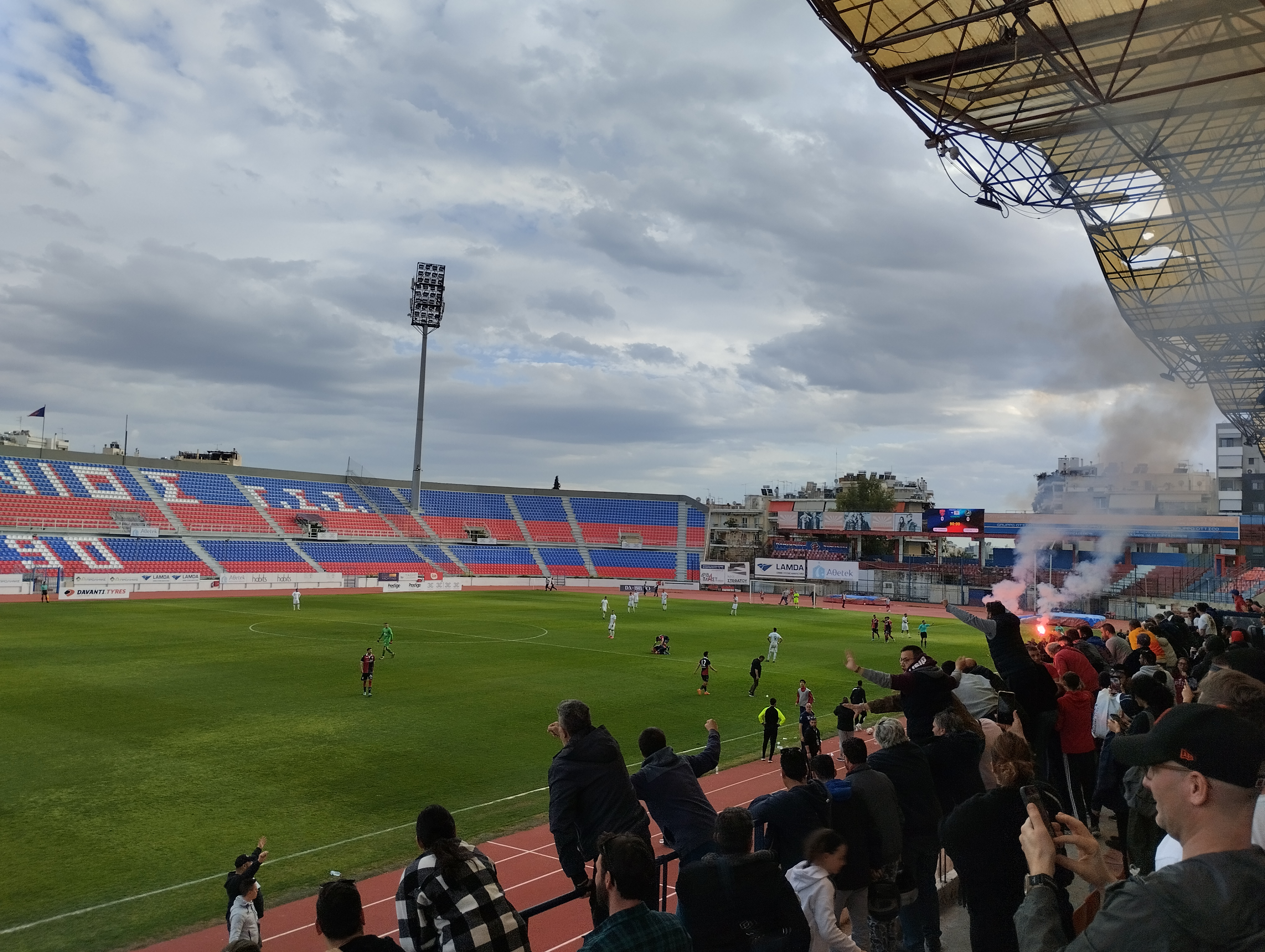
Supporters du Paniónios, au Stade de Néa Smýrni, lors de la saison 2022-23 de la D3 grecque.

En 2004, l'armateur Konstantinos Tsakiris est élu président. L'équipe de volley-ball féminin remporte le titre de champion de Grèce en 2006, le premier pour une équipe de sport collectif du club.
Cette même année 2006, Tsakiris acquiert 85 % des parts du club, et entreprend une large restructuration du club. Le club reprend alors son appellation originelle (Panionios GSS).
Sous la direction de l'entraîneur allemand Ewald Lienen, le club termine à la cinquième place du championnat en 2007, se qualifiant ainsi pour la coupe de l'UEFA.
Le propriétaire Konstantinos Tsakiris dévoile par ailleurs un ambitieux projet de développement d'un complexe omnisports afin de remplacer l'actuel stade avec piste d'athlétisme de Néa Smyrni, devenu vétuste.

## Palmarès
| Compétitions nationales | Compétitions internationales                                      |
| --- | ----------------------------------------------------------------- |
| - Championnat de Grèce : - Vice-champion : 1950-1951 et 1970-1971. - Coupe de Grèce (2): - Vainqueur : 1978-1979 et 1997-1998. - Finaliste : 1951-1952, 1960-1961, 1966-1967 et 1988-1989. - Championnat de Grèce de deuxième division (1) : - Champion : 1996-1997. | - Coupe des Balkans (1) : - Vainqueur : 1971. - Finaliste : 1986. |

## Personnalités du club

### Présidents
- Christos Daras
- Nikos Migopoulos

### Entraîneurs
| - Sophocles Magnes (1909 - 1922) - Emmanouil Bamieros (1927 - 1933) - Georgios Roussopoulos (1940 - 1945) - Kostas Negrepontis (1950 - 1954) - Nikos Zarkadis (1957) - Nikos Pentzaropoulos (1957) - Giannis Helmis (1959 - 1960) - Ioannis Skordilis (1960 - 1965) - Nikos Zarkadis (1966 - 1967) - Dezső Bundzsák (1968 - 1970) - Joe Mallett (1970 - 1974) - Dan Georgiadis (1973 - 1976) - Panos Markovic (1976 - 1977) - Dan Georgiadis (1978) - Panos Markovic (1978 - 1979) - Siegfried Melzig (1979) - Lakis Petropoulos (1979 - 1980) - Salimis Milošević (1980) - Lakis Petropoulos (1980 - 1981) - Panos Markovic (1981 - 1983) - Stathis Chaitas (1983) - Egon Piechaczek (1983 - 1984) - Stathis Chaitas (1984) - Nikos Alefantos (1984 - 1985) - Doros Kleovoulou (1985) - Urbain Braems (1985 - 1988) - Bo Johansson (1988 - 1989) | - Helmut Senekowitsch (1989 - 1990) - Momčilo Vukotić (1990 - 1993) - Ioannis Kyrastas (1993) - Andreas Michalopoulos (1993 - 1995) - Dimitris Mavrikis (1995) - Emerich Jenei (1995) - Nikos Alefantos (1995 - 1996) - Christos Emvoliadis (1996) - Ioannis Gounaris (1996) - Stathis Chaitas (1996) - Ioannis Kyrastas (1996 - 1997) - Christos Emvoliadis (1997 - 1998) - Ronnie Whelan (1998 - 1999) - Jacek Gmoch (1999) - Makis Katsavakis (1999 - 2000) - Christos Emvoliadis (2000) - Zoran Filipović (2000) - Dimitrios Barbalias (2000 - 2001) - Martti Kuusela (2001) - Dumitru Dumitriu (2001 - 2002) - Jozef Bubenko (2002 - 2004) - Karol Pecze (2004) - Georgios Vazakas (2004 - 2005) - Dimitrios Barbalias (2005) - Josef Csaplár (2005) - Nikos Pantelis (2005) - Jozef Bubenko (2005 - 2006) | - Vangelis Vlachos (2006) - Ewald Lienen (2006 - 2008) - Takis Lemonis (2008) - Joti Stamatopoulos (2008 - 2009) - Emilio Ferrera (2009 - 2010) - Akis Mantzios (2010) - Georgios Paraschos (2010) - Mikael Stahre (2010) - Akis Mantzios (2010) - Georgios Paraschos (2010) - Akis Mantzios (2010) - Takis Lemonis (2010 - 2011) - Akis Mantzios (2011 - 2012) - Dimitrios Eleftheropoulos (2012 - 2013) - Konstantinos Panagopoulos (2013) - Nikos Pantelis (2013) - Konstantinos Panagopoulos (2013 - 2014) - Dimitrios Terezopoulos (2014) - Níkos Anastópoulos (2014) - Dimitrios Terezopoulos (2014 - 2015) - Marinos Ouzounidis (2015 - 2016) - Vladan Milojević (2016 - 2017) - Michalis Grigoriou (2017 - 2018) - José Anigo (2018) - Akis Mantzios (2018 - 2019) - Nikki Papavasiliou (2019 - 2020) - Leonidas Vokolos (2020 - fév. 2023) - Periklis Papapanagis (depuis fév. 2023) |

### Anciens joueurs
- Níkos Anastópoulos
- Thomas Christiansen
- Giorgos Dédes
- Stéphane Demol
- Rafik Djebbour
- Fabián Estoyanoff
- Jaroslav Drobný
- Panayótis Fýssas
- Thanassis Intzoglou
- Marian Ivan
- Evángelos Mántzios
- Thomás Mávros
- Dimitris Nalitzis
- Kóstas Nestorídis
- Milinko Pantić
- Dimitrios Saravakos
- Níkos Spyrópoulos
- Aléxandros Tziólis
- Jean-Jacques Pierre
- Fousseni Diawara
- Mark Robins
- / Paul Tisdale
- Marco Gabbiadini
- David N'Gog